# Samar Samir Mezghanni
Samar Samir Mezghanni (árabe tunecino: سمر سمير المزغني) (Túnez, 1988) es una escritora tunecina de libros infantiles.

## Biografía
Es hija del abogado Samir Mezghanni y su madre, llamada Sahar, es iraquí. Tiene dos hermanos, Samer y Sirar, y una hermana, Siwar.

## Educación
Obtuvo una licenciatura en psicología por la Universidad de Túnez - El Manar y una maestría por la Universidad de Birmingham. Realiza el doctorado en Estudios de Oriente Medio en la Universidad de Cambridge.

## Carrera
Ha escrito más de cien historias de niños y es miembro de muchas organizaciones árabes e internacionales. Su primera historia infantil se publicó en septiembre de 1997.

## Honores & premios
- Una de las 100 mujeres árabes más importantes de 2013 Enlace
- El Escritor más joven en el mundo, en 2000 por el Guinness Libro de Registros Mundiales.
- El escritor joven más prolífico en el mundo en 2002 por el Guinness Libro de Registros Mundiales.
- Aparecido en la lista Arabian Business, en el puesto 30 de 30 en 2009.
- Premio al libro infantil, en 2000 dado por el entonces Presidente de Túnez Zine El Abidine Ben Ali durante el Día Nacional de Cultura.
- Creative Collar por la Iraqi Story House en 2002.
- Miembro de honor del Sindicato de escritores tunecino.

### Literatura infantil
- Mohakamatou Dhi'ib (Trial of a Wolf)
- Holm Fi Hadeekat Al-Hayawanet (A Dream in the Zoo)